# Cavernocymbium prentoglei
Espèce
Cavernocymbium prentoglei est une espèce d'araignées aranéomorphes de la famille des Macrobunidae.

## Distribution
Cette espèce est endémique de Californie aux États-Unis,. Elle se rencontre dans les comtés de Riverside et d'Imperial entre 450 et 600 m d'altitude.

## Description
Le mâle holotype mesure 1,24 mm et la femelle paratype 1,66 mm, les mâles mesurent de 1,24 à 1,58 mm et les femelles de 1,28 à 1,70 mm.

## Systématique et taxinomie
Cette espèce a été décrite par Ubick en 2005.

## Étymologie
Cette espèce est nommée en l'honneur de Wendell R. Icenogle et de Thomas R. Prentice.

## Publication originale
- Ubick, 2005 : « New genera and species of cribellate coelotine spiders from California (Araneae: Amaurobiidae). » Proceedings of the California Academy of Sciences, sér. 4, vol. 56 no 24, p. 305-336 (texte intégral).